# Merili Varik
Merili Varik (nascida em 1983, em Kuressaare, Região de Saare) é uma cantora estoniana de rock, ex-vocalista e uma dos fundadores do Agent M, atual vocalista do Sõpruse Puiestee, e que atualmente está fazendo concertos na Estônia a fim de divulgar seu mais novo projeto solo.

## Biografia
Merili começou a cantar muito jovem. Após terminar o colegial em Kuressaare, ela mudou-se para Tallinn e começou seus estudos na Universidade de Tallinn. Depois de várias experiências com pop e  jazz, ela se juntou ao Agent M, que foi a primeira banda, onde ela iniciou a sua carreira no rock.
Ela foi a vocalista do Agent M durante seis anos. Com a participação dela, os singles "7 surmapattu" e "Šokolaad" ganharam atenção das rádios locais. Ao todo, o Agent M lançou cinco videoclipes e dois deles entraram na playlist da MTV Báltica. Em 2009 a banda foi dissolvida.
Depois disso, ela passou um tempo estudando na Suíça, e então retornou à Estônia e se juntou ao Sõpruse Puiestee para participar do Eesti Laul 2011 (um concurso para decidir quem será o representante estoniano no Festival Eurovisão da Canção), com a canção "Rahu, ainult rahu". Logo depois ela foi incorporada ao Sõpruse Puiestee e colaborou com o mais recente álbum da banda, Planeetidegi vahel kehtib raskus.
Em setembro de 2011, Merili Varik lançou seu primeiro projeto solo. Ela lançou o single "Jää alati mu kätte" em outubro de 2011 e um álbum de estúdio está sendo produzido num estúdio. O álbum foi lançado no primeiro semestre de 2012.
No dia 30 de janeiro de 2014, Merili anunciou um novo projeto: ela fundou, na cidade de Barcelona, uma banda cover de Blondie (um grupo estadunidense de new wave que fez sucesso no final da década de 1970 e início da década de 1980).

## Discografia

### Agent M
EP
- 2006: Šokolaad
- 2009: Kloostris me elada ei saa

Álbuns de estúdio
- 2007: Spionaaž

Singles
- 2007: "Väike tüdruk"

### Sõpruse Puiestee
Álbuns de estúdio
- 2011: Planeetidegi vahel kehtib raskus

### Carreira solo
Álbuns de estúdio
- 2012: Kas tõesti

Singles
- 2011: "Jää alati mu kätte"
- 2012: "Sadamas"
- 2012: "See linn"